# سقنقور همبريشي
سقنقور همبريشي (الاسم العلمي: Scincus hemprichii) هو نوع من الزواحف يتبع جنس السقنقور من الفصيلة السقنقورية.